# 神奇八號球

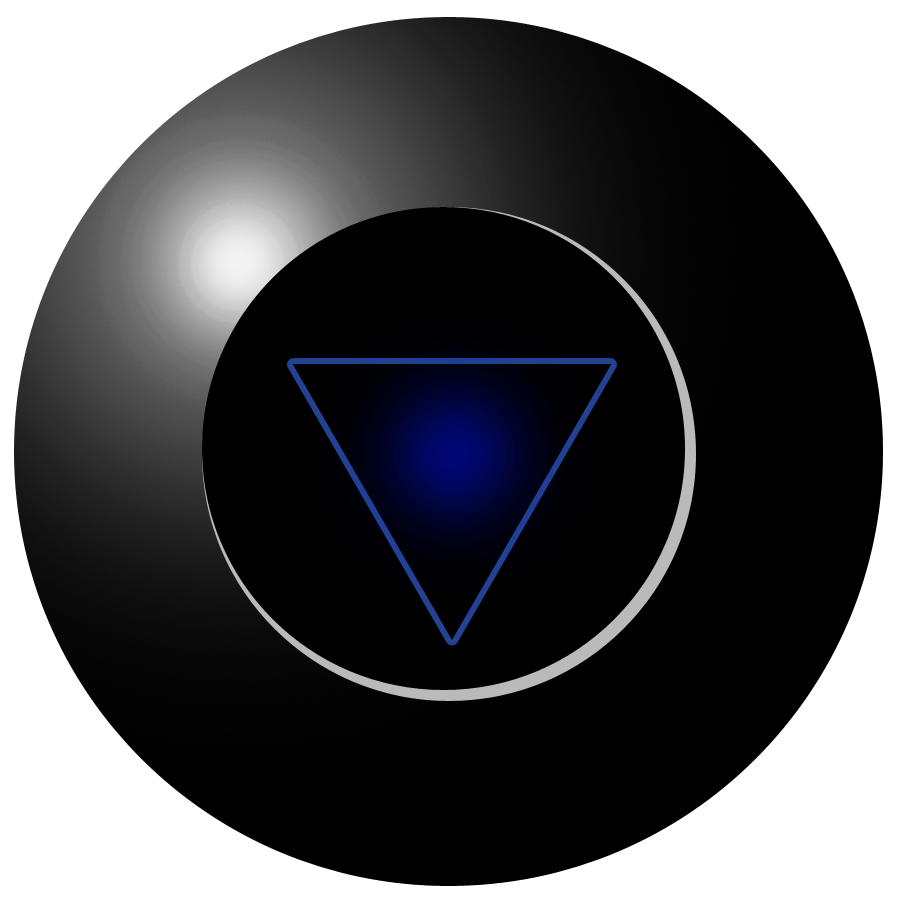
神奇八號球的另一面的窗口(示意圖)

神奇八號球（Magic 8 ball），或譯魔力8球，是一個占卜類的小玩具，現在由美泰兒公司製造銷售。它的外型可能略大於或等同八號球，它有一面模仿8號球圖案，另一面為三角形窗口，而內部中空並注有液體。此玩具的玩法為：先將窗口朝下，同時向球問是非題，接著輕輕搖晃後再將窗口面轉上，之後在球內的二十面体中會有一道答案浮現在窗口。

## 起源
使用八號球作為算命或占卜道具的點子，最早可追溯自喜劇電影《三個臭皮匠》系列中的《You Nazty Spy!》，電影中稱其為魔球（magic ball），但現實中並不存在。直到1950年代，Albert Carter發明了內部構件，其靈感是源自於他的母親瑪莉，一位在辛辛那提當地知名的靈視者與自動書寫者，卡特將其設計為圓筒狀。1944年，卡特申請了圓筒構件的專利；之後，卡特與畢業於俄亥俄州力學研究所（今辛辛那提應用科學學院
）的Abe Bookman合作，創立了「Alabe Crafts Company」，Alabe即Albert和Abe的組合字，開始銷售產品，當時的名稱是「Syco-Seer」，但是反應並不佳。卡特死後的1948年，Bookman改變了「Syco-Seer」的外型設計，將其置入水晶球之中，雖然銷售反應同樣不佳，但引起了賓士域集團在芝加哥所屬的Brunswick Bowling & Billiards的注意。1950年，其委託Alabe Crafts Company以8號球的外型製造，此後神奇八號球的名稱與設計便沿用至今。

## 答案
英文版的神奇八號球預設會有下列答案：
1. It is certain（這是必然）
2. It is decidedly so（肯定是的）
3. Without a doubt（不用懷疑）
4. Yes, definitely（毫無疑問）
5. You may rely on it（你能依靠它）
6. As I see it, yes（如我所見，是的）
7. Most likely（很有可能）
8. Outlook good（外表很好）
9. Yes（是的）
10. Signs point to yes（種種跡象指出“是的”）
11. Reply hazy try again（回覆笼统，再試試）
12. Ask again later（待會再問）
13. Better not tell you now（最好現在不告訴你）
14. Cannot predict now（現在無法預測）
15. Concentrate and ask again（專心再問一遍）
16. Don't count on it（想的美）
17. My reply is no（我的回覆是“不”）
18. My sources say no（我的來源說“不”）
19. Outlook not so good（前景不太好）
20. Very doubtful（很可疑）

其中十個答案是肯定(●)，5個是否定(●)，5個是模稜兩可或提示再問一次(●)。

### 專利
此玩具包括了下列專利：
- 美國專利第2,452,730号—Liquid Filled Dice Agitator ca. 1944
- 美國專利第3,119,621号—Liquid filled die agitator containing a die having raised indicia on the facets thereof, 1962
- 美國專利第3,168,315号—Amusement Device ca. 1961

## 關聯作品
神奇八號球常於美國作品中出現，例如：
- 危机边缘：第3季，第12集
- 伪装者
- 豪斯医生
- 老友记
- 实习医生成长记
- 辛普森一家
- 玩具总动员
- 聖女魔咒
- 恋爱时代_(美国电视剧)
- 夜行天使
- 爱卡莉
- 生活大爆炸
- 對台詞 (美國電視節目)
- 滴答屋
- 神采公路（英语：Interstate 60）
- 沙贊！